# Дворец творчества детей и молодёжи «Преображенский»
Дворе́ц тво́рчества дете́й и молодёжи «Преображе́нский» (Полное наименование — Государственное бюджетное образовательное учреждение дополнительного образования города Москвы) — многопрофильное государственное учреждение дополнительного образования детей и молодежи в районе Преображенское города Москвы. Открыт 1 декабря 1941 года; работает в новом здании с 1996 года.

## История

### Советское время
Само учреждение начало работу 1 декабря 1941 года на основе изданного Московским городским исполнительным комитетом приказо об образовании Дома пионеров Сокольнического района (Русаковская улица, дом 23) в составе учебного отдела, технического отдела, пионерского кабинета.

### Современность
Новое здание (работа идёт в нём с 1996 года) было построено по адресу Москва, Большая Черкизовская улица, дом № 15, — по специальному проекту для многопрофильного учреждения дополнительного образования. Ближайшая остановка общественного транспорта называется: «Дворец творчества». К центральному входу Дворца ведёт пешеходный мост, переброшенный через Черкизовский пруд от набережной Шитова.
- Площадь здания — 13 тысяч 400 кв. м.

Функционал:
- бассейн,
- спортивный зал,
- концертный зал,
- хореографические залы,
- кабинеты[сколько?].

Работу дворца обеспечивают 36 штатных сотрудников и более 100 педагогов. Во дворце занимаются более 1000 детей.

## Структура
Центры Дворца:
- Центр научно-познавательной деятельности
- Центр физкультуры и спорта
- Центр туризма и краеведения
- Центр художественного творчества
- Центр музыкального развития
- Центр социально-педагогического творчества
- Управленческий проект

Открыты направления по разным видам деятельности: 
- спортивное,
- художественное,
- научно-техническое,
- туристско-краеведческое,
- эколого-биологическое,
- военно-патриотическое,
- социально-педагогическое и социально-экономическое,
- естественнонаучное.

## Освещение в СМИ[3]
- 17.10.16 Журнал «Читайка» 4 (109) 2016. «Учение с увлечением» // Елена ТОЛКАЧЁВА // Я танцую, и это — счастье! // стр. 26
- 16.09.16 «Новая газета». Достичь рубежа неземного. Е. Б. Штейнберг — кандидат педагогических наук, доцент, заслуженный работник культуры, отличник народного просвещения РФ, руководитель разновозрастного отряда «Надежда». (недоступная ссылка)
- 07.09.16 Праздник «Я, ты и все мы вместе!», посвященный Дню города. // Независимое издание «Сокольники и весь восточный округ».